# トゥンカロン
トゥンカロン（朝: 뚱카롱）は、マカロンの一種。

## 概要
マカロンが韓国風に変化した料理で、一般的なマカロンよりサイズが大きく、間にたっぷりとクリームやガナッシュが挟まれている。
朝鮮語の略称から「トゥンカロン」になったが、語源については諸説ある。
- 「太っているマカロン」を意味する「トゥントゥンハン マカロン（朝: 뚱뚱한 마카롱）」[1]
- 「太っちょマカロン」を意味する「トゥントゥンイ マカロン（朝: 뚱뚱이 마카롱）」[2]
- 「太ったマカロン」を意味する「トゥントゥンハダ マカロン（朝: 뚱뚱하다 마카롱）」[3]

韓国発祥であることから韓国マカロンと呼ばれているほか、進化系マカロンとも呼ばれている。